# Tołoczko
Tołoczko – polski herb szlachecki, odmiana herbu Pobóg.

## Opis herbu
Opis zgodnie z klasycznymi regułami blazonowania:
W polu błękitnym podkowa srebrna ze złotym krzyżem kawalerskim na barku, lewa część podkowy od dołu do góry na ukos ze środka srebrna strzałą przeszyta. Jak wariant: brak krzyża na barku podkowy. 
Klejnot: nad hełmiem w koronie trzy pióra strusie. 
Labry: błękitne, podbite srebrem.

## Herbowni
Tołoczko (Tołłoczko).

### Znani herbowni
- Jędrzej Tołoczko, cześnik grodzieński 1674.
- Antony Tołoczko, wojski wołkowyski 1778.
- Aleksander Tołłoczko z okolicy szlacheckiej Bilminy,  w 1863 r. został skazany na 25 lat zsyłki na Sybir.[3]
- Ks. Władysław Tołoczko,  ur. 6 II 1887 roku w Grodnie, zm. 13 XI 1942 roku w Wilnie.[4]
- Ks. Leonard Tołłoczko, prezbiter -  ksiądz rzymskokatolicki Archidiecezji Wileńskiej w dwudziestoleciu międzywojennym i po II wojnie światowej - na terenie  administracji apostolskiej w Białymstoku, wnuk sybiraka Aleksandra Tołłoczki z okolicy szlacheckiej Bilminy.[5]
- Wiktoria Tołłoczko-Tur, artystka - polska  malarka, ur. w 1942 r. w Tołoczkach na Grodzieńszczyźnie, obecnie Bilminy.[6][7]

Kasper Niesiecki cytuje księżnę Tołoczyńskę Marcina Hrebtowicza małżonkę koło 1490.